# Хоанг Ко Минь
Хоанг Ко Минь (вьет. Hoàng Cơ Minh; 20 июня 1935, Хадонг — 28 августа 1987, Аттапы) — вьетнамский военный и антикоммунистический активист, офицер южновьетнамского флота, участник Вьетнамской войны. После падения Сайгона эмигрировал, основал боевую организацию и партию Вьеттан. Организовал вооружённые атаки на СРВ и ЛНДР с таиландской территории. Покончил с собой, попав в засаду на одном из рейдов. Считается основателем радикального антикоммунистического течения вьетнамской политэмиграции.

## Происхождение и образование
Родился в деревне Ланг Ве района Хадонг (ныне входит в Ханой). В то время эта территория являлась Протекторатом Тонкин Французского Индокитая. Отец Хоанг Ко Миня служил в системе образования колониальной администрации, был также известным литератором. Братья занимались адвокатской практикой во Вьетнаме и впоследствии в США.
Хоанг Ко Минь окончил математический факультет Индокитайского университета в Ханое. Впоследствии получил юридическое образование в Сайгоне. Был женат, имел троих детей.

## Офицер южновьетнамского флота
Хоанг Ко Минь был убеждённым вьетнамским националистом, придерживался правых антикоммунистических взглядов. Чтобы не оставаться в ДРВ под властью компартии Хо Ши Мина, в 1954 он перебрался в Южный Вьетнам и сразу записался в Национальную армию. В 1955 окончил военно-морское училище в Нячанге. Некоторое время провёл под арестом по сфабрикованному обвинению, но вскоре был освобождён.
Служил в военном флоте Республики Вьетнам. Прошёл курс обучения в Морской школе Монтерея (Калифорния). В 1965 Хоанг Ко Минь был назначен военно-морским атташе южновьетнамского посольства в Сеуле. Активно способствовал участию Южной Кореи во Вьетнамской войне на стороне антикоммунистических сил.
В 1967 Хоанг Ко Минь вернулся во Вьетнам. Занимал различные посты в командовании южновьетнамских военно-морских сил (в том числе в политическом отделе). Командовал 2-й береговой зоной южновьетнамских ВМС (центры в Нячанге и Куинёне) и 232-й группой ВМС, патрулировал береговую линию. С 1971 возглавлял морской десант. Командовал военно-речной флотилией в дельте Меконга, активно участвовал в боях с коммунистическими формированиями Вьетконга. С 1974 — коммодор ВМФ Республики Вьетнам.
Моряки и морские пехотинцы под командованием Хоанг Ко Миня играли важную роль в боях, оказывали необходимую поддержку сухопутным войскам, наносили серьёзные потери противнику. Хоанг Ко Минь считался одним из лучших офицеров южновьетнамских вооружённых сил.
В марте 1975 Хоанг Ко Минь принял командование специальным районом и военно-морской базой Камрань. В начале апреля был переведён в Куинён. В это время войска ДРВ и Вьетконга уже вели неостановимое наступление на Сайгон. Хоанг Ко Минь много сделал для того, чтобы при отступлении сохранить организованность флота, скоординировать действия с сухопутными силами. 29 апреля 1975 года, за день до падения Сайгона, Хоанг Ко Минь на военном корабле эвакуировался на Гуам. Его последней боевой миссией как южновьетнамского офицера стало сопровождение гражданских судов с беженцами.

## Основатель антикоммунистического фронта

### Планы восстания
Перебравшись в США, Хоанг Ко Минь с семьёй поначалу поселился в Вашингтоне. Работал маляром. Вскоре он начал реализовывать проект военно-политической консолидации вьетнамских эмигрантов. Помощь ему оказали американские ветераны Вьетнамской войны Ричард Армитидж и Джеймс Келли (впоследствии оба занимали видные посты в органах национальной безопасности администраций Рейгана, Буша-старшего и Буша-младшего).
Эмиграция для Хоанг Ко Миня была лишь временным оперативным отступлением. Война для него продолжалась, изменились только места дислокации. С самого начала он мечтал создать «Тропу Хоанг Ко Миня» (по аналогии с Тропой Хо Ши Мина) — систему антикоммунистического вооружённого сопротивления во Вьетнаме, стимулируемого из-за рубежа. При этом, в отличие от значительного большинства вьетнамских эмигрантов, Хоанг Ко Минь считал, что главную роль в свержении коммунистического режима СРВ сыграет не иностранное вмешательство, а внутреннее национальное восстание.

Он бежал с единственной целью — вернуться.

С 1975 Хоанг Ко Минь начал формировать во вьетнамской диаспоре организацию антикоммунистических боевиков и политактивистов. Его ближайшим соратником стал другой бывший офицер сайгонской армии — полковник Фам Ван Лиеу. Среди учредителей и активистов организации были также бывшие южновьетнамские военные Ле Хонг (он же Данг Куок Хиен), Зыонг Ван Ты, Чан Кхань, Дао Ба Ке (он же Чан Куанг До), Нгуен Чонг Хунг, Чыонг Тан Лак, Нгуен Тхань Тиен, Нгуен Ким Хуон, писатель и правозащитник До Тхонг Минь, экономист Нгуен Суан Нгья, журналист Нго Ти Дунг, братья лидера Хоанг Ко Лонг и Хоанг Ко Динь.
Разработанная стратегия и тактика основывались на боевых рейдах мобильных вооружённых групп, которые должны были поднять антикоммунистическое восстание во Вьетнаме, прежде всего на Юге страны.

### Подготовка плацдарма
В 1979 был сформирован первый отряд, получивший название Lực lượng Quân nhân Việt Nam Hải ngoại — Зарубежные вооружённые силы Вьетнама. 30 апреля 1980 в Сан-Хосе (Калифорния) был учреждён Mặt trận Quốc gia Thống nhất Giải phóng Việt Nam — Национальный объединённый фронт освобождения Вьетнама (другое название — Mặt trận Hoàng Cơ Minh, Фронт Хоанг Ко Миня). Новая организация являлась расширенной версией «Зарубежной армии» — с политическим аппаратом, органами пропаганды, службой безопасности.
В августе—ноябре 1981 Хоанг Ко Минь с группой соратников посетили Таиланд. В Бангкоке их принял генерал Судсай Хасадин — начальник канцелярии премьер-министра Према Тинсуланона (праворадикальный антикоммунист, основатель группировки Красные гауры, в 1976 — один из организаторов Таммасатской резни). Судсай Хасадин санкционировал создание военно-тренировочного лагеря вьетнамских антикоммунистов. 26 ноября 1981 база была открыта в деревне Нонгной в труднодоступной лесистой местности на востоке Таиланда (прежде там располагалась частная птицеферма Судсая Хасадина). Места базирования получили кодовые названия 81 и 83, дислоцированные формирования — 7684, 7685, 7686, 7687 (каждый отряд численностью 50 человек).
Важное содействие оказал и Ричард Армитидж (в то время — помощник министра обороны Каспара Уэйнбергера по странам АТР), хотя и считал задуманное предприятие обречённым на поражение. Сам Хоанг Ко Минь тоже смотрел на вещи реалистично.

Не думаю, что Вьетнам будет освобождён от коммунистического режима при моей жизни. Но лучше умереть по-дикому в лесу, чем беженцем за границей.

Хоанг Ко Минь.

10 сентября 1982 на базе боевиков в одной из деревень таиландского района Бунтхарик (провинция Убонратчатхани) состоялся учредительный съезд Партии революционных реформ Вьетнама (Вьеттан). Первым председателем был избран Хоанг Ко Минь. Партия объединила радикальное крыло вьетнамской политэмиграции и объявила цель: свержение коммунистического режима СРВ. С конца 1983 началось вещание Радио Сопротивления Вьетнама и издание газеты Kháng chiến — Сопротивление. Агитационно-пропагандистский аппарат Фронта курировали Чан Кхань и писатель Во Хоанг.
Фронт Хоанг Ко Миня и партия Вьеттан были заметны в международном антикоммунистическом движении, поддерживали контакты с ВАКЛ. В 1982 Хоанг Ко Минь и Зыонг Ван Ты посетили Тайбэй и Сеул, где встретились с Сан Муном по его личному приглашению.

### «Внутренний фронт»
Своего рода «второй фронт» был открыт в США. Боевики Национального объединённого фронта освобождения терроризировали сторонников примирения с властями СРВ. С этой целью в организации был создан специальный отдел K-9.

Призыв к нормализации отношений с коммунистическими победителями был достаточным основанием для избиения, а в некоторых случаях и для смертного приговора.

Несколько умеренных политиков и журналистов вьетнамской диаспоры были убиты. Такие факты отмечались в Калифорнии, Техасе, Виргинии. По этой причине с Фронтом порвал Нгуен Суан Нгья, курировавший публичную политику и международные связи. Многие представители диаспоры категорически возражали против насильственных действий, обвиняли Хоанг Ко Миня в копировании коммунистических методов. Он, однако, твёрдо придерживался установки: «победить коммунистов коммунистической тактикой». Официально Фронт и Вьеттан категорически отвергали обвинения в убийствах.

## Повстанческий командир

### Атаки и потери
План прорыва во Вьетнам получил название Đông Tiến — «Вперёд на Восток». На базе в Нонгной находились до 200 боевиков под командованием Хоанг Ко Миня. Первые «разведки боем» начались с 1984. Была сделана попытка закрепиться на территории Лаоса с последующим броском во Вьетнам. Несколько месяцев бойцы Хоанг Ко Миня вели боестолкновения с лаосскими правительственными войсками. Режим ЛНДР находился под вьетнамским военно-политическим контролем, и антикоммунисты рассматривали его как часть СРВ. Поначалу удалось создать базу в труднодоступном районе, но в декабре 1984 она была уничтожена. Боевики отступили обратно в Таиланд.
Неудача спровоцировала раскол в руководстве Фронта. По мнению Фам Ван Лиеу, потери неприемлемо превышали политико-пропагандистский эффект. Это привели к конфликту между Хоанг Ко Минем и Фам Ван Лиеу. В результате Фам Ван Лиеу и Нгуен Ким Хонг были выведены из командных органов.
Интенсивные боевые действия велись в 1985. План массированного прорыва весной 1985 получил название Đông Tiến I. Рейды из Таиланда осуществлялись через Лаос и не всегда достигали вьетнамской территории. Бои велись преимущественно с лаосскими войсками. Однако в сложных ситуациях им на помощь перебрасывались вьетнамские спецподразделения.
1 мая 1985 умер от малярии оперативный командующий Ле Хонг (существует версия, будто его убил Хоанг Ко Минь за невыполнение приказа, но она ничем не подтверждена и обычно рассматривается как пропагандистский вброс). Через несколько месяцев погиб в походе его преемник Зыонг Ван Ты. Оперативное командование полностью перешло к самому Хоанг Ко Миню.

### Прорыв и гибель
Летом 1987 года Хоанг Ко Минь принял решение прорываться во Вьетнам на Центральное плато и оттуда — в дельту Меконга. Он рассчитывал, что появление вооружённой оппозиции станет толчком к массовому антикоммунистическому восстанию. План состоял в том, чтобы продвинуться через лаосскую провинцию Салаван, пополнить ряды лаосскими антикоммунистами из Neo Hom и ELOL, выйти на оперативный простор во вьетнамской провинции Контум, в опоре на восставших вьетнамцев повернуть на юг, создать очаг сопротивления в издавна знакомой Хоанг Ко Миню дельте Меконга. В значительной степени этот план, названный Đông Tiến II, строился на субъективной уверенности Хоанг Ко Миня в боевой удаче похода и в готовности вьетнамского народа к массовой вооружённой борьбе.
20 июля боевики под его командованием последний раз форсировали Меконг и переправились на территорию Лаоса. Численность отряда составляла 130 человек. Командовал лично Хоанг Ко Минь, его первым помощником выступал Чан Кхань, политкомиссаром — Нгуен Хюи, отдельные колонны возглавляли Во Хоанг, Нгуен Винь Лок, Лыу Минь Хунг, Во Ван Туан. Функции проводников выполняли лаосские контрабандисты на мотоциклах.
С самого начала план дал серьёзные сбои. Движение было зафиксировано лаосской авиаразведкой. Наиболее опытные командиры Нгуен Куанг Фук и Фан Тхань Фуонг не участвовали в операции (первый заболел лихорадкой, второй покинул расположение). Однако всё это не повлияло на решение Хоанг Ко Миня.
Против 130 повстанцев был выдвинут полк лаосской армии, усиленный вьетнамским спецназом — численностью в 3000 человек. Пришлось изменить маршрут, переместившись к югу, в Секонг, затем в Аттапы. Проводники-контрабандисты соглашались действовать только в определённой местности. Они снабдили Хоанг Ко Миня некоторыми картографическими указаниями, после чего покинули отряд вместе со своим автотранспортом. Начали сказываться негативные климатические особенности — труднопроходимый ландшафт, ядовитые насекомые. Стало иссякать продовольствие. Отряду не удавалось оторваться от преследования, боестолкновения приводили к большим потерям убитыми и пленными. Особенно тяжёлое впечатление произвела на Хоанг Ко Миня гибель Чан Кханя (по воспоминаниям очевидцев, командира впервые увидели побледневшим). Жёсткость командного стиля Хоанг Ко Миня ухудшила психологическую обстановку в отряде.
Решающее сражение произошло близ города Аттапы рано утром 28 августа 1987 года. Хоанг Ко Минь и его бойцы попали в засаду и были окружены. Хоанг Ко Минь отстреливался до конца, был ранен и, не желая попасть в плен, покончил с собой.

## Продолжение, память, оценки
1—3 декабря 1987 года в Хошимине состоялся судебный процесс над боевиками Хоанг Ко Миня. Перед судом предстали 19 человек (погибли 83, около 30 сумели скрыться). Подсудимые были приговорены к различным срокам заключения — от трёхлетнего до пожизненного.
Акции Национального объединённого фронта-«Зарубежной армии» продолжались ещё несколько лет под командованием Нго Ти Дунга и Дао Ба Ке, но уже не в прежних масштабах. С 1991 Национальный объединённый фронт освобождения Вьетнама прекратил самостоятельную деятельность и полностью влился во Вьеттан. В 1990—2000-х, на фоне нормализации американо-вьетнамских отношений и общемировых изменений, партия Вьеттан объявила об отказе от насилия и переходе к исключительно мирным формам борьбы (несмотря на это, в СРВ она считается террористической организацией).
Даже антикоммунистические авторы иногда критикуют Хоанг Ко Миня за жестокость, властолюбие, амбиции, неуважение к соратникам, циничное использование преданных ему людей. Но такие оценки сравнительно редки. Хоанг Ко Минь как основатель партии остаётся главным авторитетом Вьеттана, его образ возведён в эталон патриота-антикоммуниста. Действия Хоанг Ко Миня рассматриваются как мужественное сопротивление времён «торжества коммунистов», адекватное тому историческому периоду. Биографы и исследователи характеризуют Хоанг Ко Миня как революционного политика — не только по методам, но и по идеологии и ментальности.
Официальная позиция властей СРВ диаметрально противоположна: Хоанг Ко Минь квалифицируется как главарь реакционной группировки. В США Хоанг Ко Минь рассматривается как типичный политик и боевик Холодной войны, но отношение к нему осложнено подозрениями в убийствах политических оппонентов на американской территории.

## Интересные факты
Хоанг Ко Минь обладал выраженным внешним сходством с Хо Ши Мином. Этот факт обыгрывался его оппонентами в эмигрантской среде, которые критиковали Хоанг Ко Миня за использование коммунистических методов борьбы.